# Szatmári Jenő
Szatmári Jenő, Eugen Szatmari (Budapest, 1892. január 23. – Budapest, 1953. március 11.) újságíró, forgatókönyvíró. Szatmári Mór fia, Hollay Kamilla férje. 

## Élete
Szatmári Mór és Hirsch Lenke fia. A középiskolát Budapesten, az egyetemet Berlinben végezte. Az első világháború előtt Berlinben került kapcsolatba a filmszakmával. Több budapesti napilap (Világ, Az Est) berlini tudósítójaként dolgozott. 1934-ben visszatért Magyarországra. Több külföldi hírügynökség budapesti megbízottja volt. 1939 és 1944 között a zsidótörvények miatt csak álnéven dolgozhatott. A Külföldi Laptudósítók Szindikátusának elnöke volt, ezért 1947-ben hazaárulás vádjával letartóztatták. 1949–50-ben a Kis Újság külpolitikai szerkesztője volt. A börtönben halt meg.
Felesége Hollay Kamilla színésznő volt, akivel 1924. október 4-én Charlottenburgban kötött házasságot.

## Kötetei
- Das Rote Ungarn: der Bolschewismus in Budapest (Der Neue Geist, 1920)
- Whitechapel. Ein Roman aus dem dunkelsten London (Berlin, Johannes Knoblauch Verlag, 1921)
- Was nicht im Baedeker steht. Das Buch von Berlin (R. Piper & Co., 1927)

## Filmjei

### Forgatókönyvíró
- Légy jó mindhalálig (1936)
- Én voltam (1936)
- Szenzáció! (1936, Keleti Mártonnal)
- 5 óra 40 (1939, Babay Józseffel)
- Hat hét boldogság (1939, Várkonyi Zoltánnal)
- Fűszer és csemege (1939)
- Sarajevo (1940, Radványi Gézával)
- Kísértés (1941, Bónyi Adorjánnal)
- Jelmezbál (1942)
- Nászinduló (1943, Fendrik Ferenccel)
- Gyanú (1944, Farkas Zoltánnal)
- Egy fiúnak a fele (1944, Kerekesházy Józseffel)